# Punto vernale
Il punto vernale, noto anche come primo punto d'Ariete o punto gamma (dal simbolo ♈ simile a γ che contraddistingue la costellazione dell'Ariete), è uno dei due punti equinoziali in cui l'equatore celeste interseca l'eclittica.
Quando il Sole, nel suo apparente moto annuo, transita per tale punto, nell'emisfero boreale la Terra viene a trovarsi in corrispondenza dell'equinozio di primavera: il Sole passa "salendo" dall'emisfero celeste australe a quello boreale e ha inizio la primavera astronomica.
In poche parole, il punto gamma è il punto nel quale il Sole è posizionato il 21 marzo calcolato dalla posizione della Terra.

## Origine del nome
Il punto vernale è anche noto con il nome di punto dell'Ariete o primo punto d'Ariete perché in corrispondenza dell'equinozio di primavera di circa 2100 anni fa (più precisamente nel periodo 2000 a.C. ÷ 100 a.C.), il Sole si trovava nella costellazione dell'Ariete. Oggi a causa della precessione degli equinozi non è più così e in corrispondenza dell'equinozio di primavera il Sole si trova nella costellazione dei Pesci; a partire dall'anno 2700 si troverà in quella dell'Aquario e così via fino al completamento dell'intero zodiaco.

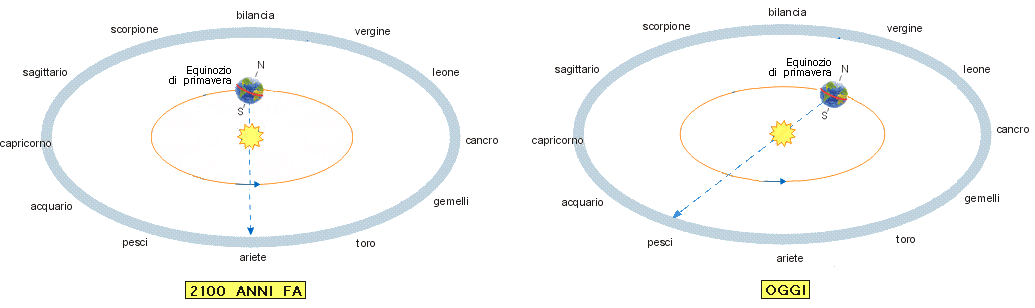
Negli ultimi 2100 anni, la precessione degli equinozi ha fatto ruotare di 30° alla sua destra l'asse terrestre: all'equinozio di primavera, mentre 2100 anni fa il Sole si trovava a transitare nella costellazione dell'Ariete, oggi, a causa della precessione, lo stesso transita in quella dei Pesci.

## Punto della Bilancia
In posizione diametralmente opposta al punto vernale si trova il punto della Bilancia o punto Ω, dal simbolo ♎ che contraddistingue tale costellazione nello zodiaco: il Sole transita per il punto astrologico della Bilancia (ossia della Vergine astronomica) in corrispondenza dell'equinozio autunnale nell'emisfero boreale, "scendendo" dall'emisfero celeste boreale a quello australe.

## Anno solare
L'intervallo temporale tra due successivi equinozi vernali, o di primavera, è detto anno tropico o solare: sull'anno tropico è fondato il nostro calendario.

## Sistemi di coordinate celesti
Il punto vernale è molto importante per determinare la posizione degli astri nel cielo in quanto è il punto di riferimento utilizzato da vari sistemi di coordinate celesti: per esso passa infatti il coluro equinoziale, vale a dire il meridiano celeste fondamentale di questi sistemi.